# Burgauer Wald

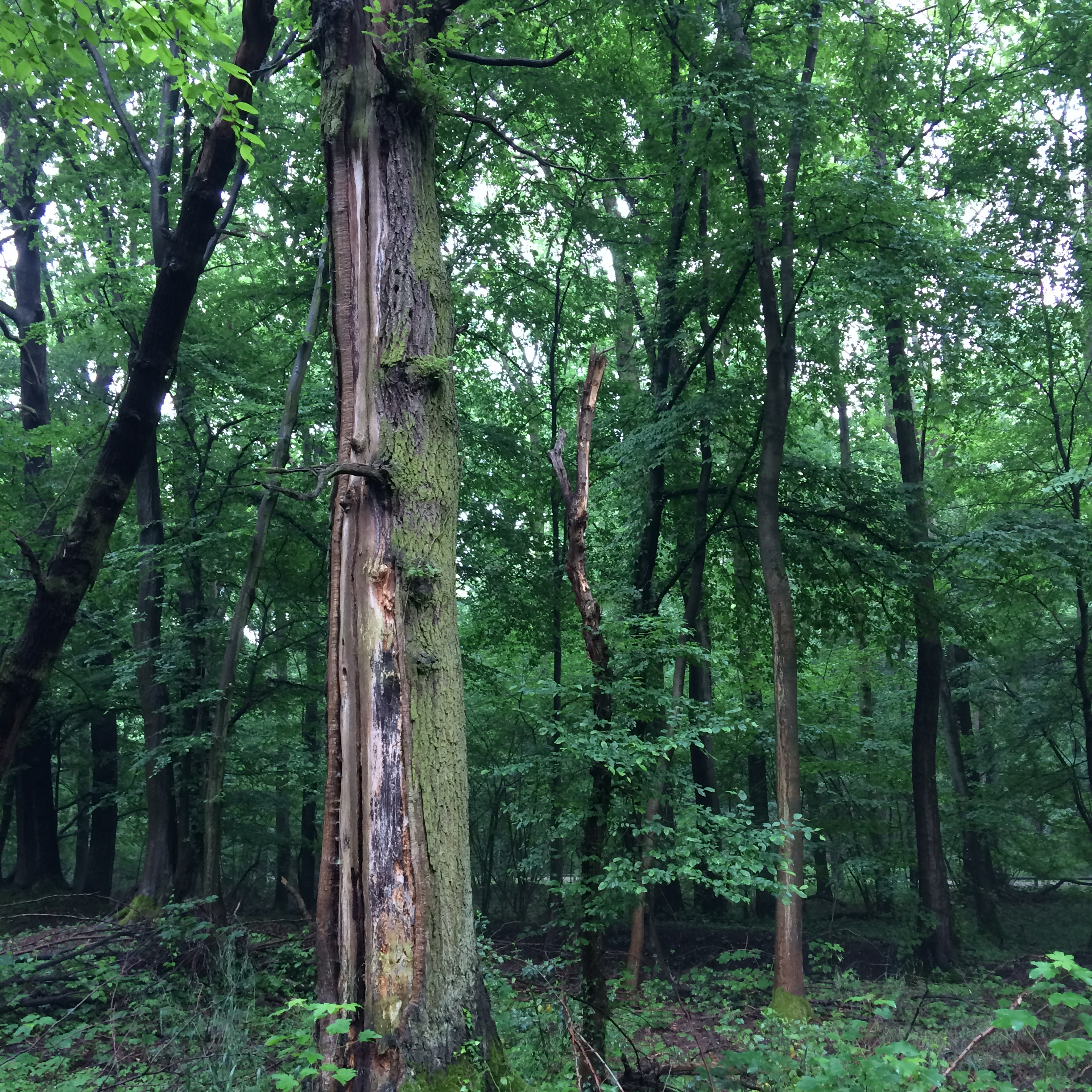
Burgauer Wald (Mai 2016)

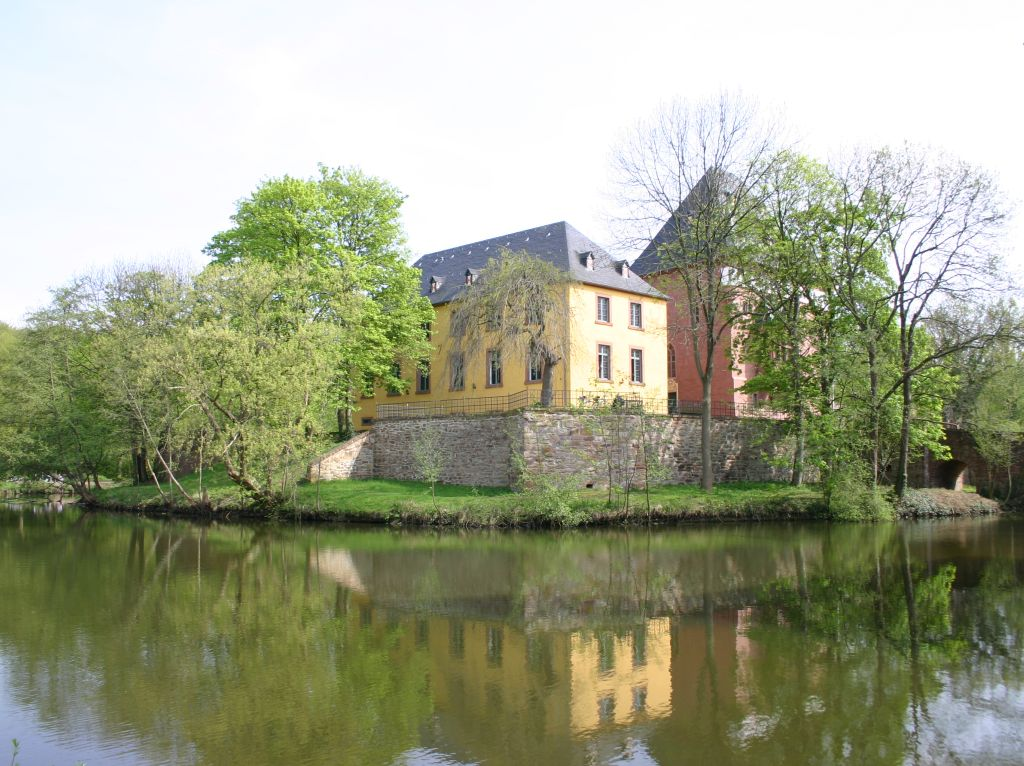
Schloss Burgau

Der Burgauer Wald ist ein Stadtwald in der Stadt Düren in Nordrhein-Westfalen. Es handelt sich dabei um einen Mischwald.
Das Waldgebiet erstreckt sich von der südlichen Bebauung von Düren bis zur angrenzenden Drover Heide. Es befindet sich an einem Geländeanstieg des ehemaligen Ufers der Rur. Durchschnitten wird der Burgauer Wald von Osten nach Westen durch die Landesstraße 327. Am Ostrand führt die Panzerstraße von der ehemaligen belgischen Kaserne in Düren zum ehemaligen Truppenübungsplatz auf der Drover Heide. Eine Fläche von etwa 46,1 ha des Burgauer Waldes ist als Naturschutzgebiet ausgewiesen.
Es grenzen folgende Orte an das Waldgebiet (vom Norden im Uhrzeigersinn).
- Düren
- Stockheim
- Drove
- Niederau
- Krauthausen

Am Rand des Waldes findet man folgende Gebäude bzw. Einrichtungen:
- Schloss Burgau
- Gut Weyern
- Berufsförderungswerk Düren
- Burgau-Gymnasium Düren
- Tierheim DürenSchild auf der Westseite der Motte

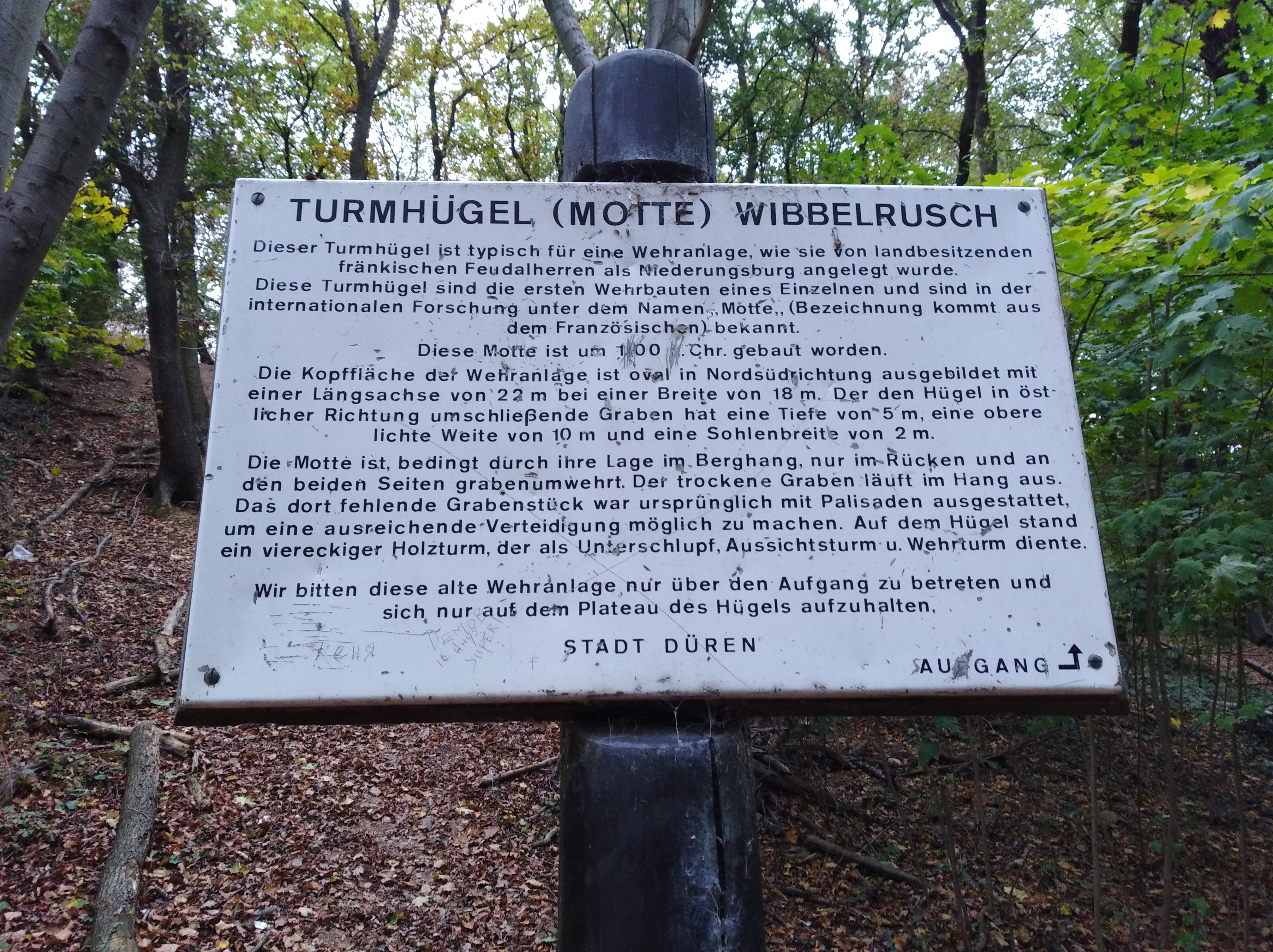
Schild auf der Westseite der Motte

Im Wald gibt es einen Trimm-dich-Pfad, einen Waldlehrpfad und, einzigartig in Deutschland, einen Blinden-Waldlehrpfad. 
Weiterhin gibt es einen Turmhügel (Motte). Das Schild auf der Westseite gibt Auskunft über die Herkunft des Turmhügels. Auf der Ostseite befindet sich eine Schlucht, die regelmäßig von Mountainbikern verwendet wird. 
Der Burgauer Wald bietet ein Naherholungsgebiet für die Stadt Düren, das sich auch zum Wandern, Nordic-Walking, Mountainbiken und Joggen oder einfach zum Ausruhen anbietet.